# Stazione meteorologica di Foggia Aeroporto
La stazione meteorologica di Foggia Aeroporto è la stazione meteorologica di riferimento per il Servizio Meteorologico dell'Aeronautica Militare e per l'Organizzazione Meteorologica Mondiale relativa alla città di Foggia.

## Caratteristiche
La stazione meteorologica, attualmente gestita dall'ENAV ed affiancata da un'altra stazione automatica di tipo DCP dell'Aeronautica Militare, si trova nell'Italia meridionale, in Puglia, nel comune di Foggia, presso l'aeroporto "Gino Lisa", a 76 metri s.l.m. e alle coordinate geografiche 41°25′50″N 15°32′28″E.

## Medie climatiche ufficiali

### Dati climatologici 1946-1955
In base alla media decennale elaborata sulla base dei dati rilevati tra il 1946 e il 1955, la temperatura media del mese più freddo, gennaio, è di +7,2 °C; quella del mese più caldo, agosto, di +26,0 °C. Mediamente si contano 20 giorni di gelo all'anno.
Le precipitazioni medie annue raggiungono i 465,1 mm, risultando distribuite in 66,2 giorni di pioggia medi annui, con un picco molto moderato che si registra in autunno e un minimo in estate.
L'umidità relativa si attesta ad un valore medio annuo del 68,3%, con un minimo medio del 53% in giugno e in luglio e un massimo medio dell'80% in dicembre e in gennaio.
I venti presentano direzioni prevalenti di maestrale jei periodi dell'anno tra il mese di ottobre e quello di febbraio e tra il mese di aprile e quello di luglio; di ponente nei mesi di marzo, agosto e settembre.
| Foggia Aeroporto (1946-1955) | Mesi | Mesi | Mesi | Mesi | Mesi | Mesi | Mesi | Mesi | Mesi | Mesi | Mesi | Mesi | Stagioni | Stagioni | Stagioni | Stagioni | Anno  |
| Foggia Aeroporto (1946-1955) | Gen  | Feb  | Mar  | Apr  | Mag  | Giu  | Lug  | Ago  | Set  | Ott  | Nov  | Dic  | Inv      | Pri      | Est      | Aut      | Anno  |
| ---------------------------- | ---- | ---- | ---- | ---- | ---- | ---- | ---- | ---- | ---- | ---- | ---- | ---- | -------- | -------- | -------- | -------- | ----- |
| T. max. media (°C)           | 11,5 | 12,5 | 17,9 | 20,9 | 25,8 | 30,8 | 33,3 | 33,7 | 29,6 | 22,4 | 17,0 | 13,5 | 12,5     | 21,5     | 32,6     | 23,0     | 22,4  |
| T. min. media (°C)           | 2,9  | 3,2  | 4,6  | 7,2  | 11,7 | 15,6 | 18,5 | 18,2 | 15,5 | 11,2 | 7,3  | 4,1  | 3,4      | 7,8      | 17,4     | 11,3     | 10,0  |
| Giorni di gelo (Tmin ≤ 0 °C) | 6    | 5    | 3    | 1    | 0    | 0    | 0    | 0    | 0    | 0    | 1    | 4    | 15       | 4        | 0        | 1        | 20    |
| Precipitazioni (mm)          | 55,6 | 31,4 | 29,4 | 22,0 | 35,8 | 18,4 | 16,1 | 22,9 | 71,8 | 63,5 | 46,8 | 51,4 | 138,4    | 87,2     | 57,4     | 182,1    | 465,1 |
| Giorni di pioggia            | 8,9  | 5,4  | 5,6  | 4,8  | 5,9  | 4,0  | 3,0  | 3,0  | 6,0  | 7,9  | 6,3  | 5,4  | 19,7     | 16,3     | 10,0     | 20,2     | 66,2  |
| Umidità relativa media (%)   | 80   | 75   | 72   | 68   | 66   | 53   | 53   | 54   | 64   | 76   | 78   | 80   | 78,3     | 68,7     | 53,3     | 72,7     | 68,3  |

## Valori estremi

### Temperature estreme mensili dal 1943 ad oggi
Nella tabella sottostante sono riportate le temperature massime e minime assolute mensili, stagionali ed annuali dal 1943 ad oggi, con il relativo anno in cui si queste sono state registrate; la serie storica esaminata risulta lacunosa tra dicembre 1955 e luglio 1957, tra gennaio 1959 e dicembre 1972 e tra febbraio 1978 e luglio 2008 (i dati tra gennaio 1973 e gennaio 1978 provengono dall'archivio NOAA "Global Summay of the Day" (GSOD). La temperatura massima assoluta del periodo esaminato è stata di +45,5 °C ed è stata registrata il 6 settembre 1946, mentre la minima assoluta di -10,0 °C risale al 26 gennaio 1954.
| Foggia Aeroporto (1943-2023) | Mesi         | Mesi        | Mesi        | Mesi        | Mesi        | Mesi        | Mesi        | Mesi        | Mesi        | Mesi             | Mesi        | Mesi        | Stagioni | Stagioni | Stagioni | Stagioni | Anno  |
| Foggia Aeroporto (1943-2023) | Gen          | Feb         | Mar         | Apr         | Mag         | Giu         | Lug         | Ago         | Set         | Ott              | Nov         | Dic         | Inv      | Pri      | Est      | Aut      | Anno  |
| ---------------------------- | ------------ | ----------- | ----------- | ----------- | ----------- | ----------- | ----------- | ----------- | ----------- | ---------------- | ----------- | ----------- | -------- | -------- | -------- | -------- | ----- |
| T. max. assoluta (°C)        | 20,0 (2015)  | 23,0 (1977) | 27,2 (1952) | 31,0 (1947) | 37,5 (1950) | 40,0 (2021) | 44,0 (2023) | 44,2 (1946) | 45,5 (1946) | 33,0 (2020-2023) | 28,0 (2022) | 22,2 (1958) | 23,0     | 37,5     | 44,2     | 45,5     | 45,5  |
| T. min. assoluta (°C)        | −10,0 (1954) | −5,0 (1975) | −5,8 (1952) | −2,4 (1955) | 2,2 (1953)  | 7,0 (1948)  | 9,6 (1948)  | 10,0 (1946) | 6,1 (1957)  | 2,0 (1947)       | −5,0 (1973) | −4,0 (1973) | −10,0    | −5,8     | 7,0      | −5,0     | −10,0 |